# Chappelle's Show
Chappelle's Show é uma série de televisão americana de comédia de esquetes criada pelos comediantes Dave Chappelle e Neal Brennan [en], com Chappelle apresentando o programa e estrelando a maioria dos esquetes. Chappelle, Brennan e Michele Armour foram os produtores executivos da série. O programa estreou em 22 de janeiro de 2003 no canal a cabo americano Comedy Central. A série teve duas temporadas completas e uma terceira temporada abreviada, com apenas três episódios, exibida em 2006, reunindo esquetes inéditos.
Após vários atrasos, a produção da terceira temporada foi interrompida abruptamente quando Chappelle deixou a série. Aclamada pela crítica durante sua exibição, a série satirizava e analisava, por meio de humor negro e racial, questões como raça, estereótipos sociais, masculinidade, cultura das celebridades e até a própria comédia. A série ficou em 26º lugar na classificação dos "Novos Clássicos da TV" da Entertainment Weekly.

## Formato
O show começava com Chappelle sendo apresentado ao som da música “Hip-Hop”, do álbum Let's Get Free [en], de Dead Prez. Chappelle realizava um breve stand-up diante de uma plateia ao vivo, antes que o foco se mudasse para um esquete pré-gravado. O programa ficou conhecido por abordar temas relacionados à sexualidade e pelo uso frequente de epítetos raciais por Chappelle. Ele apresentava esquetes que exploravam temas culturais complexos, como prostituição, indústria do entretenimento, violência armada, e várias referências ao uso de substâncias, como maconha, álcool, PCP, metanfetamina e crack, além de música. O programa geralmente terminava com uma apresentação musical de um artista de hip-hop ou soul.

## Esquetes notáveis
Em vez de encenar os esquetes diante de uma plateia ao vivo, eles eram pré-gravados com risadas do público, geralmente utilizadas no lugar de uma faixa de riso. De acordo com Neal Brennan, nos comentários do DVD da segunda temporada, a equipe de produção nunca editou as risadas pré-gravadas, exceto no esquete “Dude's Night Out”, devido à falta de reação do público.
- "A Moment in the Life of Lil Jon" – Chappelle interpreta o rapper e produtor Lil Jon realizando tarefas cotidianas com um vocabulário composto quase exclusivamente pelas palavras "Yeah!", "HWHAT?!" e "O-kay!". O verdadeiro Lil Jon apareceu ao lado do personagem de Chappelle, falando com um sotaque exagerado. O rapper creditou ao esquete um aumento significativo em sua visibilidade.[3] A Entertainment Weekly incluiu o programa em sua lista dos “melhores da década”, destacando as imitações de celebridades como um dos maiores motivos para sentir falta de Chappelle's Show.[4]
- "Charlie Murphy's True Hollywood Stories" – Charlie Murphy, que também escreveu os esquetes, conta histórias de encontros com celebridades dos anos 1980, sendo a mais famosa a história de Rick James. O esquete apresenta Murphy interpretando a si mesmo e Chappelle como James, retratando episódios como James dando um tapa em Murphy e se referindo a ele como “Darkness”, entrecortados com uma entrevista com o próprio Rick James, tentando suavizar seu comportamento passado ao dizer: "Cocaine's a hell of a drug".[5] O esquete gerou um dos bordões mais populares do programa, “I'm Rick James, bitch!”, que Chappelle, como James, repetia frequentemente. O esquete ganhou ainda mais destaque quando, em 2005, um candidato a vereador em Hattiesburg, Mississippi, chamado Rick James, viu seus cartazes de campanha “Vote Rick James” serem vandalizados com a frase “Vote Rick James, bitch!” ou simplesmente roubados por fãs do programa.[6][7] Outra “True Hollywood Story” mostrava Murphy e sua equipe perdendo um jogo de basquete para Prince. Ambos, James e Prince, confirmaram a veracidade das histórias, sendo que James o fez em uma entrevista exclusiva para o esquete, e Prince em uma entrevista à MTV, onde afirmou: “The whupping is true”. Posteriormente, Prince usou uma imagem de Chappelle vestido como ele na capa de seu single "Breakfast Can Wait".[8]
- "Frontline" – Uma paródia da série da PBS de mesmo nome, apresentada por Kent Wallace (interpretado por William Bogert). O primeiro esquete do Frontline, "Blind Supremacy", mostrava Clayton Bigsby (interpretado por Chappelle), um supremacista branco cego que não sabia que, na verdade, era negro. O escritor Rembert Browne [en], do Grantland.com [en], considerou este esquete o “Melhor esquete de Chappelle de todos os tempos”, superando o esquete de Wayne Brady, segundo sua análise no estilo do Torneio da NCAA. Esse esquete, exibido no primeiro episódio, chamou atenção pelo uso intenso da palavra “nigger” (dita principalmente pelo personagem de Chappelle).[9][10] Foi comparado ao icônico esquete de “associação de palavras” do Saturday Night Live de 1975, com Chevy Chase e Richard Pryor, que também gerou reações semelhantes devido ao uso da palavra. Charlie Sheen afirmou que foi hospitalizado em 2010 por desenvolver uma hérnia de tanto rir ao assistir ao esquete.[11][12]
- "Racial Draft" – Uma paródia dos drafts de esportes profissionais modernos, onde várias celebridades multirraciais ou multiétnicas, como Tiger Woods (interpretado por Chappelle), Lenny Kravitz, o Wu-Tang Clan (interpretando a si mesmos), O. J. Simpson, Eminem e Madonna, são "convocadas" para uma raça diferente com base em sua etnia percebida ou em algumas apropriações culturais de seus atos ou estilos de vida. Elián González, por exemplo, é recertificado como hispânico após ter sido apropriado culturalmente pela América branca. Lenny Kravitz é declarado 100% judeu, o Wu-Tang Clan 100% asiático e Tiger Woods 100% negro. Chappelle interpreta o locutor/representante branco, enquanto o rapper Mos Def faz o papel do representante negro, e a personalidade do rádio Angie Martinez interpreta a representante hispânica.[13][14]
- "WacArnold's" – Chappelle interpreta um jovem que consegue um emprego em um restaurante fast food que se apresenta como um serviço comunitário, oferecendo oportunidades a jovens pobres e marginalizados. Durante o esquete, ele faz uma imitação de um comercial do McDonald's de 1990 e logo percebe que o emprego é constrangedor, com um salário insuficiente para sustentar sua família. No caminho para o trabalho, ele é roubado e assediado. No final do esquete, um bandido (interpretado por Donnell Rawlings) faz a famosa frase: “Hey Calvin! It's a fine line between fries and shakes!” e começa a cantar uma versão do clássico de 1971 da banda The Persuaders, "Thin Line Between Love and Hate". A canção também foi coverizada por The Pretenders (1983) e H-Town (1996).[15][16]
- "Wayne Brady's Show" – Após a saída de Dave Chappelle do programa, em um segmento de abertura que ironicamente espelhava as negociações do contrato da terceira temporada, Wayne Brady (interpretando a si mesmo) assume o cargo de apresentador e é convidado a conduzir os episódios restantes, já que Chappelle havia filmado os esquetes. Lamentando a saída do programa, Chappelle retorna e confronta Brady. O confronto leva a um flashback de uma noite de desventuras envolvendo os dois, retratando Brady (ao contrário de sua imagem pública amigável) como um sociopata assassino, cafetão e perturbado, à semelhança do personagem Alonzo Harris, interpretado por Denzel Washington no filme Dia de Treinamento. Brady teve dificuldades para filmar o esquete, particularmente para dizer a famosa frase: “Is Wayne Brady gonna have to choke a bitch?”.[17]

## Personagens recorrentes
- Tron Carter (interpretado por Chappelle) – Um traficante de cocaína que inicialmente aparece em um esquete onde recebe reparações pela escravidão e, devido a uma "boa sorte em um jogo de dados", se torna o homem mais rico dos Estados Unidos. Quando questionado sobre um bebê que carrega em um carrinho, ele responde: “Acabei de comprar esse bebê, em dinheiro.” Tron também é um dos participantes do The Mad Real World [en]. Mais tarde, em uma paródia de Law & Order, ele recebe o mesmo tratamento leniente que os envolvidos em crimes de colarinho branco, respondendo a todas as perguntas com “fif”. Tron ainda aparece no primeiro episódio da terceira temporada, onde descreve uma briga com Method Man e é torturado usando os métodos mencionados na música "Method Man" do álbum Enter the Wu-Tang (36 Chambers). No episódio sobre reparações, ele é mostrado jogando no Brooklyn e descrito como morador do Harlem, mas em outro esquete, ele é mostrado em sua casa no "Everglade Boulevard", empacotando cocaína e assistindo ao videoclipe fictício de R. Kelly, “Piss on You”. Nesse episódio, ele recebe um telefonema do Departamento de Polícia do Condado de Dade, indicando que ele mora em Miami.[18][19]
- Negrodamus – Paul Mooney interpreta um profeta e adivinho negro, uma sátira de Nostradamus. No esquete, as pessoas (principalmente brancas) fazem perguntas como: “Negrodamus, por que os brancos gostam tanto de Wayne Brady?”, ao que ele responde: “Os brancos gostam de Wayne Brady porque ele faz Bryant Gumbel [en] parecer Malcolm X.” Esse clipe mais tarde é revelado como uma alucinação por drogas no esquete "Wayne Brady's Show".[17]
- Tyrone Biggums – Chappelle interpreta Tyrone, um viciado em crack com uma voz esganiçada, lábios brancos e cheios de bolhas, e que se coça constantemente. Sua primeira aparição ocorre no segundo episódio da primeira temporada. Ele é conhecido por frases como “I smoke rocks” e “SHAZAM!” Tyrone gosta de comer sanduíches de manteiga de amendoim e crack e foi o porta-voz da bebida energética fictícia “Red Balls”, feita de cocaína. Em um esquete do Fear Factor, no episódio "Wayne Brady's Show", ele se mostra excepcionalmente disposto a enfrentar desafios grotescos, sem reagir às brasas que queimam sua unha, o mesmo fogo com o qual ele mais tarde acende um cigarro. Tyrone também aparece no esquete “The World's Greatest Wars”, onde é companheiro de cela do líder da Equipe River Terrace, General Cornrow Wallace (interpretado por Mos Def).[20]
- “Silky” Johnson (interpretado por Chappelle) – Um notório odiador de jogadores, Silky Johnson ganhou o prêmio fictício de "Odiador do Ano" duas vezes, uma das quais por ter feito uma ameaça de bomba contra as Special Olympics. Ele mais tarde viaja no tempo para “odiar” no passado.[21][22]
- Ashy Larry (interpretado por Donnell Rawlings) – Ashy Larry é um homem negro com pele seca e escamosa, sempre visto sem camisa e usando uma cueca boxer branca. Ele apareceu pela primeira vez no esquete “World Series of Dice”, durante um devaneio de Chappelle em uma conversa sem graça no jantar. Ashy Larry também aparece segurando o cheque de US$ 50 milhões de Chappelle em um dos episódios perdidos. Além disso, ele é mencionado por Wayne Brady no esquete "Wayne Brady's Show", quando este dá PCP a Dave. Rawlings reprisou o papel brevemente no programa In the Flow with Affion Crockett e também no episódio de 18 de janeiro de 2025 do Saturday Night Live.[23]
- Robot Dancing Man – Criado pelo cenógrafo Karl Lake, o Robot Dancing Man aparece dançando de forma excêntrica em vários lugares, como uma barbearia, um clube e um tribunal (em uma cena deletada). Ele geralmente não é reconhecido pelas pessoas ao seu redor, apesar de seu comportamento fora do normal, e ele também não reconhece ninguém. Algumas exceções ocorrem: em “Slow-Motion”, na boate, Dave reconhece o Robot Dancing Man e imita seus movimentos; além disso, durante uma das apresentações do intervalo comercial no esquete "Wayne Brady's Show", Wayne Brady começa a dançar com ele. No tema de abertura da terceira temporada, Charlie Murphy e Donnell Rawlings ocupam o lugar dos dois homens que começam o programa, e o Robot Dancing Man pode ser visto ao fundo dançando enquanto um tocador de gaita grita “Robô, nos ajude!” – sem sucesso.[24]

## Episódios
| Temporada | Temporada | Episódios | Episódios | Originalmente exibido | Originalmente exibido |
| Temporada | Temporada | Episódios | Episódios | Estreia da temporada  | Final da temporada    |
| --------- | --------- | --------- | --------- | --------------------- | --------------------- |
|           | 1         | 12        | 12        | 22 de janeiro de 2003 | 9 de abril de 2003    |
|           | 2         | 13        | 13        | 21 de janeiro de 2004 | 14 de abril de 2004   |
|           | 3         | 3         | 3         | 9 de julho de 2006    | 23 de julho de 2006   |

No total, foram produzidos 28 episódios do Chappelle's Show entre 2003 e 2006, além de um especial "Music Jump-Off" e quatro compilações de episódios.

### Primeira temporada (2003)
| N.º no prog. | N.º na temp. | Convidado musical | Título                                                     | Data de exibição        |
| ------------ | ------------ | ----------------- | ---------------------------------------------------------- | ----------------------- |
| 01           | 01           | -                 | "Popcopy & Clayton Bigsby"                                 | 22 de janeiro de 2003   |
| 02           | 02           | Mos Def           | "Tyrone Biggums At School & Wrap It Up Box"                | 29 de janeiro de 2003   |
| 03           | 03           | Talib Kweli       | "Zapped & It's A Wonderful Chest"                          | 5 de fevereiro de 2003  |
| 04           | 04           | Busta Rhymes      | "Reparations & NY Boobs"                                   | 12 de fevereiro de 2003 |
| 05           | 05           | Fat Joe           | "Great Moments In Hookup History & Ask A Black Dude"       | 19 de fevereiro de 2003 |
| 06           | 06           | David Broom       | "Mad Real World & Ask A Gay Dude"                          | 26 de fevereiro de 2003 |
| 07           | 07           | Killer Mike       | "Real Movies & Wu-Tang Financial"                          | 5 de março de 2003      |
| 08           | 08           | Slum Village      | "Tyrone Biggums's Intervention & Racist Hollywood Animals" | 12 de março de 2003     |
| 09           | 09           | The Roots         | "Blackzilla & Playa Haters' Ball"                          | 19 de março de 2003     |
| 10           | 10           | GZA               | "Piss On You & The World's Greatest Wars"                  | 26 de março de 2003     |
| 11           | 11           | De La Soul        | "Make-A-Wish & Fisticuff"                                  | 2 de abril de 2003      |
| 12           | 12           | Black Star        | "O'Dweeds & Trading Spouses"                               | 9 de abril de 2003      |

### Segunda temporada (2004)
| N.º no prog. | N.º na temp. | Convidado musical                     | Título                                                    | Data de exibição        |
| ------------ | ------------ | ------------------------------------- | --------------------------------------------------------- | ----------------------- |
| 13           | 01           | -                                     | "Samuel Jackson Beer & Racial Draft"                      | 21 de janeiro de 2004   |
| 14           | 02           | DMX                                   | "Negrodamus & The Niggar Family"                          | 28 de janeiro de 2004   |
| 15           | 03           | John Mayer, Questlove, Dave Chappelle | "White People Can't Dance & The Three Daves"              | 4 de fevereiro de 2004  |
| 16           | 04           | Ludacris                              | "The Love Contract & True Hollywood Stories: Rick James"  | 11 de fevereiro de 2004 |
| 17           | 05           | Cee-Lo Green                          | "True Hollywood Stories: Prince & Red Balls Energy Drink" | 18 de fevereiro de 2004 |
| 18           | 06           | Anthony Hamilton                      | "The Internet & Moment In The Life Of Lil Jon"            | 25 de fevereiro de 2004 |
| 19           | 07           | Common, Kanye West                    | "World Series Of Dice & Mooney On Movies"                 | 3 de março de 2004      |
| 20           | 08           | Erykah Badu                           | "I Know Black People & Keeping It Real Goes Wrong"        | 10 de março de 2004     |
| 21           | 09           | Wyclef Jean                           | "Oprah's Baby Daddy & Jury Duty"                          | 17 de março de 2004     |
| 22           | 10           | Snoop Dogg e Tyrone Biggums           | "Kneehigh Park & Making Da Band"                          | 24 de março de 2004     |
| 23           | 11           | Kanye West, Mos Def, Freeway          | "Mandela Boot Camp & The Time Haters"                     | 31 de março de 2004     |
| 24           | 12           | Talib Kweli                           | "Wayne Brady & Tyrone Biggums's Fear Factor"              | 7 de abril de 2004      |
| 25           | 13           | Big Boi                               | "Lil Jon On Lil Jon & Black Bush"                         | 14 de abril de 2004     |

### Terceira temporada: “The Lost Episodes” (2006)
| N.º no prog. | N.º na temp. | Título                                  | Data de exibição    |
| ------------ | ------------ | --------------------------------------- | ------------------- |
| 26           | 01           | "$55 Million & Getting Revenge"         | 9 de julho de 2006  |
| 27           | 02           | "Black Howard Dean & Stereotype Pixies" | 16 de julho de 2006 |
| 28           | 03           | "Show Business & Lil Jon In Love"       | 23 de julho de 2006 |

### Especiais (2003-04)
| Nº | Título                                            | Data de exibição    |
| -- | ------------------------------------------------- | ------------------- |
| 01 | "The Best of Chappelle's Show Volume 1 Mixtape"   | 13 de abril de 2003 |
| 02 | "The Best of Chappelle's Show Volume 2 Mixtape"   | 16 de julho de 2003 |
| 03 | "The Best of Chappelle's Show Season 2: Volume 1" | 21 de abril de 2004 |
| 04 | "Music Jump-Off"                                  | 27 de abril de 2004 |
| 05 | "The Best of Chappelle's Show Season 2: Volume 2" | 3 de maio de 2004   |

## Atrasos na terceira temporada e "The Lost Episodes"
Durante uma apresentação de stand-up em junho de 2004, em Sacramento, Califórnia, Chappelle interrompeu seu show devido a interrupções do público, que gritava repetidamente “I'm Rick James, bitch!”, uma frase famosa do esquete "Rick James" de Chappelle's Show. Depois de alguns minutos, ele retornou ao palco e, visivelmente frustrado, afirmou: “O show está arruinando minha vida”. Chappelle explicou que não gostava de trabalhar “20 horas por dia” e que a popularidade do programa estava prejudicando sua carreira de comediante de stand-up, que ele considerava “a coisa mais importante” para ele. Ele ainda disse ao público:
Vocês sabem por que meu programa é bom? Porque os funcionários da emissora dizem que vocês não são inteligentes o suficiente para entender o que estou fazendo, e todos os dias eu luto por vocês. Eu digo a eles o quanto vocês são inteligentes. Acontece que eu estava errado. Vocês são estúpidos.
A terceira temporada de Chappelle's Show estava originalmente programada para estrear em fevereiro de 2005, mas foi adiada para 31 de maio de 2005. O Comedy Central explicou que a produção foi atrasada devido a uma doença de Chappelle, alegando que ele estava com gripe. No entanto, Chappelle revelou mais tarde em entrevista com Oprah Winfrey que isso não era verdade e que o estresse relacionado à produção o levou a sair. Em 4 de maio de 2005, o Comedy Central anunciou que Chappelle's Show não seria transmitido na data programada e que a produção estava suspensa “até segunda ordem”. Nenhuma explicação oficial foi dada para o atraso ou a suspensão, e Chappelle não comentou publicamente sobre o assunto.
Uma semana depois, o The New York Times e a Entertainment Weekly noticiaram que Chappelle havia viajado para a África do Sul em 28 de abril, onde se hospedou em um centro psiquiátrico não revelado. No entanto, em 14 de maio, a Time publicou uma entrevista com Chappelle, conduzida pelo repórter Christopher John Farley, que desmentiu os rumores sobre problemas psiquiátricos ou uso de substâncias. Chappelle afirmou que sua viagem à África do Sul foi, na verdade, um “retiro espiritual” destinado a manter seu senso de realidade distante da pressão da fama e a renovar sua criatividade.
Em 14 de julho, o presidente do Comedy Central, Doug Herzog, anunciou que Chappelle era bem-vindo a qualquer momento para retornar ao programa, mas que o comediante havia afirmado ainda não estar pronto para voltar. Herzog adotou um tom positivo nas negociações, mas reconheceu que não esperava que Chappelle's Show retornasse em 2005. O New York Times também relatou que, durante um jantar com Herzog, Chappelle explicou que o sucesso do programa estava afetando-o e que “ele queria estar errado de novo às vezes, em vez de estar sempre certo”. Em agosto, após semanas sem comunicação entre Herzog e Chappelle desde o encontro de 3 de junho, o TV Guide publicou uma entrevista com Charlie Murphy, que afirmou: “O Chappelle's Show acabou, cara. Acabou [...] Levei muito tempo para conseguir dizer essas palavras, mas agora posso dizê-las com facilidade porque é a verdade”. Na mesma época, a Comedy Central confirmou que o cocriador Neal Brennan havia deixado o programa.
Entretanto, em 11 de dezembro, durante o Last Laugh '05 do Comedy Central, foi exibida uma promoção anunciando a terceira temporada do programa.
Em 3 de fevereiro de 2006, Chappelle deu sua primeira entrevista para a televisão desde a interrupção da produção da terceira temporada, no The Oprah Winfrey Show. Ele explicou que o esgotamento, a perda de controle criativo e um ambiente de trabalho desconfortável foram fatores que o levaram a deixar o programa. Chappelle também afirmou que estava disposto a produzir o restante da terceira temporada (e talvez a quarta) somente se suas condições fossem atendidas, incluindo a exigência de que metade dos lucros das futuras vendas do DVD de Chappelle's Show fosse destinada à caridade. Chappelle alegou que, se o Comedy Central exibisse os episódios não transmitidos, o programa seria encerrado. Após esse anúncio, o Comedy Central suspendeu temporariamente os anúncios sobre o lançamento da terceira temporada.
Em abril, a emissora encerrou a produção da terceira temporada, gravando segmentos com a plateia ao vivo em estúdio para três episódios. Nos episódios finais, os membros regulares do elenco, Charlie Murphy e Donnell Rawlings, assumiram a apresentação. Esses episódios, intitulados "The Lost Episodes", começaram a ser exibidos em 9 de julho de 2006, com o terceiro e último episódio sendo transmitido em 23 de julho de 2006. A coleção em DVD dos episódios perdidos foi lançada em 25 de julho de 2006.

Quando questionado sobre se sentia culpado por continuar com os episódios perdidos sem a participação de Chappelle, Rawlings respondeu:
Sou uma pessoa leal, mas sei que, como profissional, preciso seguir minha carreira. Achei que essa seria uma oportunidade para as pessoas verem o que eu faço de engraçado... Não sabia qual era a agenda de Dave Chappelle, nem as razões pelas quais ele havia saído, e não havia nenhuma comunicação dizendo: "Ei, pessoal, eu me sinto assim. Eu preferiria que vocês não fizessem parte desse processo". Se eu tivesse tido uma conversa como essa com Dave, talvez eu reconsiderasse a possibilidade de apresentá-lo.

## Lançamento

### Transmissão
As reprises de Chappelle's Show foram transmitidas com frequência no Comedy Central e no VH1 nos Estados Unidos. A série também foi exibida internacionalmente, com episódios transmitidos na MTV na Alemanha, Comedy Central no Brasil, The Comedy Network e MuchMusic no Canadá, SBS, NITV (canal irmão da SBS), The Comedy Channel e 7mate na Austrália, e FX no Reino Unido. Além disso, a série foi exibida na WGN America e distribuída para várias estações de televisão nos EUA, incluindo a MyNetworkTV.

### Streaming
A série está disponível para transmissão no aplicativo e site do Comedy Central. Também pode ser assistida no Paramount+, Netflix e HBO Max. Em algumas bibliotecas públicas dos Estados Unidos, o aluguel digital está disponível gratuitamente por meio do Hoopla.
Em 1º de novembro de 2020, a série foi adicionada ao catálogo da Netflix e da HBO Max. No entanto, menos de dois meses depois, os episódios foram removidos de ambos os serviços após Chappelle comentar sobre a falta de royalties do programa durante sua participação no Saturday Night Live. Em 11 de fevereiro de 2021, Chappelle anunciou que renegociou seu contrato com a ViacomCBS, o que resultou no retorno do programa às plataformas no dia seguinte. Contudo, apesar do acordo renegociado, a terceira temporada (os “episódios perdidos”) não foi repostada na Netflix e também foi removida de outras plataformas, como a Crave no Canadá.

### Mídia doméstica
Os conjuntos de DVDs das primeiras duas temporadas de Chappelle's Show tiveram grande sucesso de vendas. Em 2005, o DVD da primeira temporada foi o mais vendido de séries de TV, superando outros programas populares como Os Simpsons (cuja primeira temporada detinha o recorde na época), American Dad, Family Guy, Friends e Seinfeld. De acordo com um artigo do USA Today de 17 de outubro de 2010, a primeira temporada vendeu mais de dois milhões de cópias.
Em 11 de outubro de 2005, a primeira metade da primeira temporada foi lançada em UMD. Em 5 de junho de 2007, o Comedy Central lançou um DVD de compilação intitulado The Best of Chappelle's Show, que destaca 25 dos esquetes mais populares de todas as temporadas.
Em 20 de novembro de 2007, o Comedy Central lançou um boxset contendo a primeira temporada, a segunda temporada e os “Lost Episodes”, intitulado Chappelle's Show - The Series Collection.

#### Lançamentos em DVD
| Nome do DVD                             | Data de lançamento      | Número de episódios | Informações adicionais |
| --------------------------------------- | ----------------------- | ------------------- | --- |
| Season 1 Uncensored                     | 24 de fevereiro de 2004 | 12                  | Esse box set de 2 discos inclui 12 episódios da 1ª temporada. Os recursos de bônus incluem cenas excluídas, comentários em áudio sobre 5 episódios e sobre as cenas excluídas. |
| Season 2 Uncensored                     | 24 de maio de 2005      | 13                  | Esse box set de 3 discos inclui 13 episódios da 2ª temporada. Os recursos de bônus incluem o novo material de stand up de Chappelle, entrevista sem cortes com Rick James, Gag reel e cenas excluídas. |
| The Lost Episodes Uncensored            | 25 de julho de 2006     | 3                   | Esse box set de um único disco inclui os 3 episódios da terceira temporada inacabada. Os recursos de bônus incluem esquetes não exibidos, o documentário Fabulous Making of Chappelle's Show, comentários em áudio de Charlie Murphy, Donnell Rawlings e Neal Brennan, bobina de erros e cenas excluídas. |
| The Best of Chappelle's Show Uncensored | 5 de junho de 2007      | Compilação          | Essa compilação destaca 25 dos esquetes mais populares de todas as temporadas em um formato sem censura. |
| The Series Collection                   | 20 de novembro de 2007  | 28                  | Todos os episódios da Primeira Temporada, Segunda Temporada e “The Lost Episodes”. |